# Villa Godoy Cruz
Villa Godoy Cruz, es unos de los 29 barrios oficiales del partido de partido de San Martín en el Gran Buenos Aires, Argentina.
Debido a una antigua delimitación, suele seguir considerándosele como parte de la localidad de José León Suárez.
Hasta 1952 era conocida como Villa Montecarlo.

## Geografía

### Población
Contaba con 5,952 habitantes (Indec, 2001), situándose como la 19.ª localidad del partido.

### Sitios de Interés
- Plaza Solís
- Hospital Municipal Flemming
- Polideportivo CEMEF
- Auditorio Hugo del Carril
- Natatorio municipal

### Sismicidad
La región responde a la «subfalla del río Paraná», y a la «subfalla del río de la Plata», con sismicidad baja; y su última expresión se produjo el 5 de junio de 1888 (137 años), a las 3.20 UTC-3, con una magnitud aproximadamente de 5,0 en la escala de Richter (terremoto del Río de la Plata de 1888).

### Clima
| Parámetros climáticos promedio de Villa Godoy Cruz, BA | Parámetros climáticos promedio de Villa Godoy Cruz, BA | Parámetros climáticos promedio de Villa Godoy Cruz, BA | Parámetros climáticos promedio de Villa Godoy Cruz, BA | Parámetros climáticos promedio de Villa Godoy Cruz, BA | Parámetros climáticos promedio de Villa Godoy Cruz, BA | Parámetros climáticos promedio de Villa Godoy Cruz, BA | Parámetros climáticos promedio de Villa Godoy Cruz, BA | Parámetros climáticos promedio de Villa Godoy Cruz, BA | Parámetros climáticos promedio de Villa Godoy Cruz, BA | Parámetros climáticos promedio de Villa Godoy Cruz, BA | Parámetros climáticos promedio de Villa Godoy Cruz, BA | Parámetros climáticos promedio de Villa Godoy Cruz, BA | Parámetros climáticos promedio de Villa Godoy Cruz, BA |
| Mes                                                    | Ene.                                                   | Feb.                                                   | Mar.                                                   | Abr.                                                   | May.                                                   | Jun.                                                   | Jul.                                                   | Ago.                                                   | Sep.                                                   | Oct.                                                   | Nov.                                                   | Dic.                                                   | Anual                                                  |
| ------------------------------------------------------ | ------------------------------------------------------ | ------------------------------------------------------ | ------------------------------------------------------ | ------------------------------------------------------ | ------------------------------------------------------ | ------------------------------------------------------ | ------------------------------------------------------ | ------------------------------------------------------ | ------------------------------------------------------ | ------------------------------------------------------ | ------------------------------------------------------ | ------------------------------------------------------ | ------------------------------------------------------ |
| Temp. máx. abs. (°C)                                   | 39.7                                                   | 39.3                                                   | 37.5                                                   | 35.8                                                   | 30.4                                                   | 27.6                                                   | 27.8                                                   | 34.2                                                   | 34.3                                                   | 34.7                                                   | 36.0                                                   | 38.1                                                   | 39.7                                                   |
| Temp. máx. media (°C)                                  | 29.5                                                   | 28.7                                                   | 25.4                                                   | 22.3                                                   | 19.9                                                   | 16.3                                                   | 14.6                                                   | 15.1                                                   | 18.8                                                   | 22.7                                                   | 24.9                                                   | 27.0                                                   | 29.5                                                   |
| Temp. media (°C)                                       | 23.6                                                   | 23.0                                                   | 19.9                                                   | 16.9                                                   | 14.4                                                   | 10.8                                                   | 9.6                                                    | 10.5                                                   | 13.6                                                   | 16.6                                                   | 19.2                                                   | 21.4                                                   | 16.6                                                   |
| Temp. mín. media (°C)                                  | 17.8                                                   | 17.4                                                   | 14.5                                                   | 11.6                                                   | 8.9                                                    | 5.3                                                    | 4.7                                                    | 6.0                                                    | 8.5                                                    | 10.6                                                   | 13.6                                                   | 15.9                                                   | 11.2                                                   |
| Temp. mín. abs. (°C)                                   | 4.6                                                    | 1.9                                                    | -1.7                                                   | -4.8                                                   | -4.9                                                   | -6.3                                                   | -7.2                                                   | -5.4                                                   | -4.5                                                   | -3.9                                                   | -0.3                                                   | 1.8                                                    | -7.2                                                   |
| Precipitación total (mm)                               | 120.1                                                  | 119.0                                                  | 140.5                                                  | 100.4                                                  | 74.8                                                   | 69.6                                                   | 68.9                                                   | 70.3                                                   | 70.7                                                   | 117.2                                                  | 109.0                                                  | 111.3                                                  | 1171.8                                                 |
| Nevadas (cm)                                           | 0                                                      | 0                                                      | 0                                                      | 0                                                      | 0                                                      | 0                                                      | 0                                                      | 0                                                      | 0                                                      | 0                                                      | 0                                                      | 0                                                      | 0                                                      |
| Días de precipitaciones (≥ )                           | 10                                                     | 10                                                     | 9                                                      | 9                                                      | 8                                                      | 6                                                      | 5                                                      | 7                                                      | 8                                                      | 9                                                      | 10                                                     | 10                                                     | 101                                                    |
| Días de nevadas (≥ 0)                                  | 0                                                      | 0                                                      | 0                                                      | 0                                                      | 0                                                      | 0                                                      | 0                                                      | 0                                                      | 0                                                      | 0                                                      | 0                                                      | 0                                                      | 0                                                      |
| Horas de sol                                           | 270                                                    | 240                                                    | 190                                                    | 175                                                    | 170                                                    | 135                                                    | 140                                                    | 175                                                    | 180                                                    | 215                                                    | 255                                                    | 260                                                    | 2405                                                   |
| Humedad relativa (%)                                   | 68                                                     | 67                                                     | 89                                                     | 83                                                     | 78                                                     | 75                                                     | 80                                                     | 81                                                     | 80                                                     | 79                                                     | 72                                                     | 70                                                     | 76.8                                                   |
| Fuente: Servicio Meteorológico Nacional Argentino      |                                                        |                                                        |                                                        |                                                        |                                                        |                                                        |                                                        |                                                        |                                                        |                                                        |                                                        |                                                        |                                                        |

La Defensa Civil municipal debe advertir sobre escuchar y obedecer acerca de 
Área de
- Tormentas severas periódicas
- Baja sismicidad, con silencio sísmico de 137 años